# Georg Hans Emmo Wolfgang Hieronymus
Georg Hans Emmo Wolfgang Hieronymus (Slesia, 1846 – Berlino, 1921) è stato un botanico tedesco.

## Biografia
Iniziò la sua carriera come studente di medicina a Zurigo e Berna dal 1868 al 1870, ma era interessato alla botanica. Studiò successivamente presso l'Università di Halle, dove conseguì il dottorato nel 1872.
Hieronymus fu professore di botanica a Córdoba, Argentina, dal 1874 al 1883. Mentre in Sud America, fece delle ricerche sulla flora della Argentina, Bolivia, Brasile e Uruguay. Visse anche per poco tempo a Breslavia, 1883-1892 e Berlino, dove fu curatore del orto botanico nel 1892. Lavorò per la rivista botanica Hedwigia per 28 anni.
La specialità di Hieronymus erano le felci e le alghe. Era conosciuto per le sue collezioni di piante dell'Europa centrale e dell'America del Sud.

## Opere principali
- Plantae diaphoricae florae argentinae, etc. 1882.
- Monografía de Lilaea subulata, 1882 - Monograph on Lilaea subulata.
- Icones et descriptiones plantarum, quae sponte in Republica Argentina crescunt. etc. 1885.
- Beiträge zur Kenntnis der europäischen Zoocecidien und der Verbreitung derselben, 1890.
- Observaciones sobre in vegetación de la provincia de Tucumán.[2]